# اسپیرانتس سرنوآ
 اسپیرانتس سرنوآ(نام علمی: Spiranthes cernua) نام یک گونه از تیره ثعلبیان است.